# J.G. Wattjes

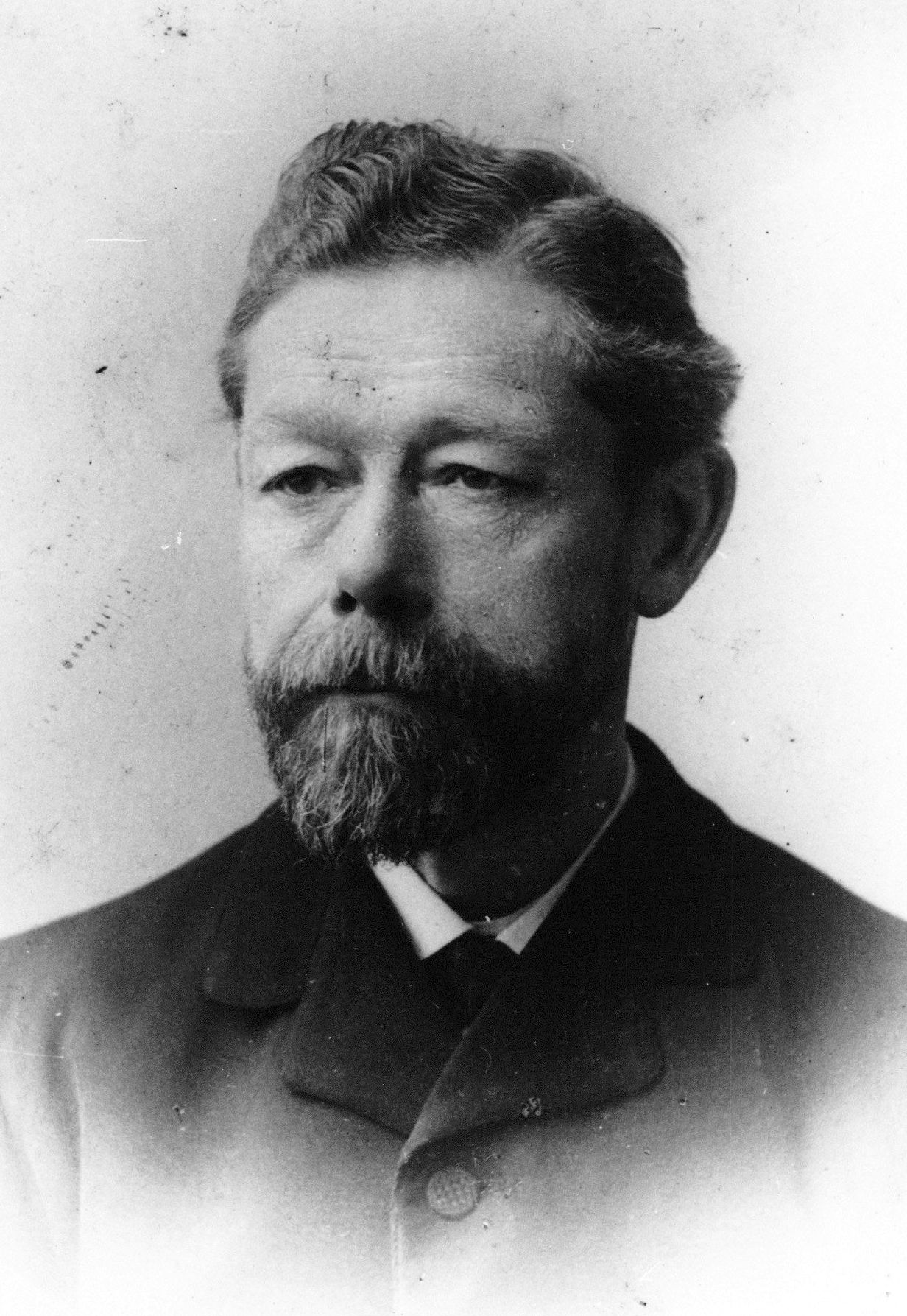
J.G. Wattjes.

J.G. Wattjes (Jannes Gerhardus Wattjes) (Amsterdam, 13 april 1879 - Rijswijk, 6 maart 1944) was een Nederlands architect en hoogleraar.
Na zijn studie ging hij in 1901 aan de slag als opzichter/tekenaar bij de PTT in Frederiksoord. Wattjes werkte vervolgens als particulier architect (1904-1908) en als leraar aan de Academie Minerva in Groningen en later als ingenieur voor de Hollandse IJzeren Spoorweg Maatschappij in Amsterdam. Wattjes werd in 1918 benoemd tot hoogleraar bouwkunde aan de Technische Hoogeschool. Van 1937 tot aan zijn dood werkte hij samen met architect Tijmen Jan Loggers uit Holten.
Hij heeft diverse werken en publicaties op zijn naam staan.

## Lijst van werken (selectie)

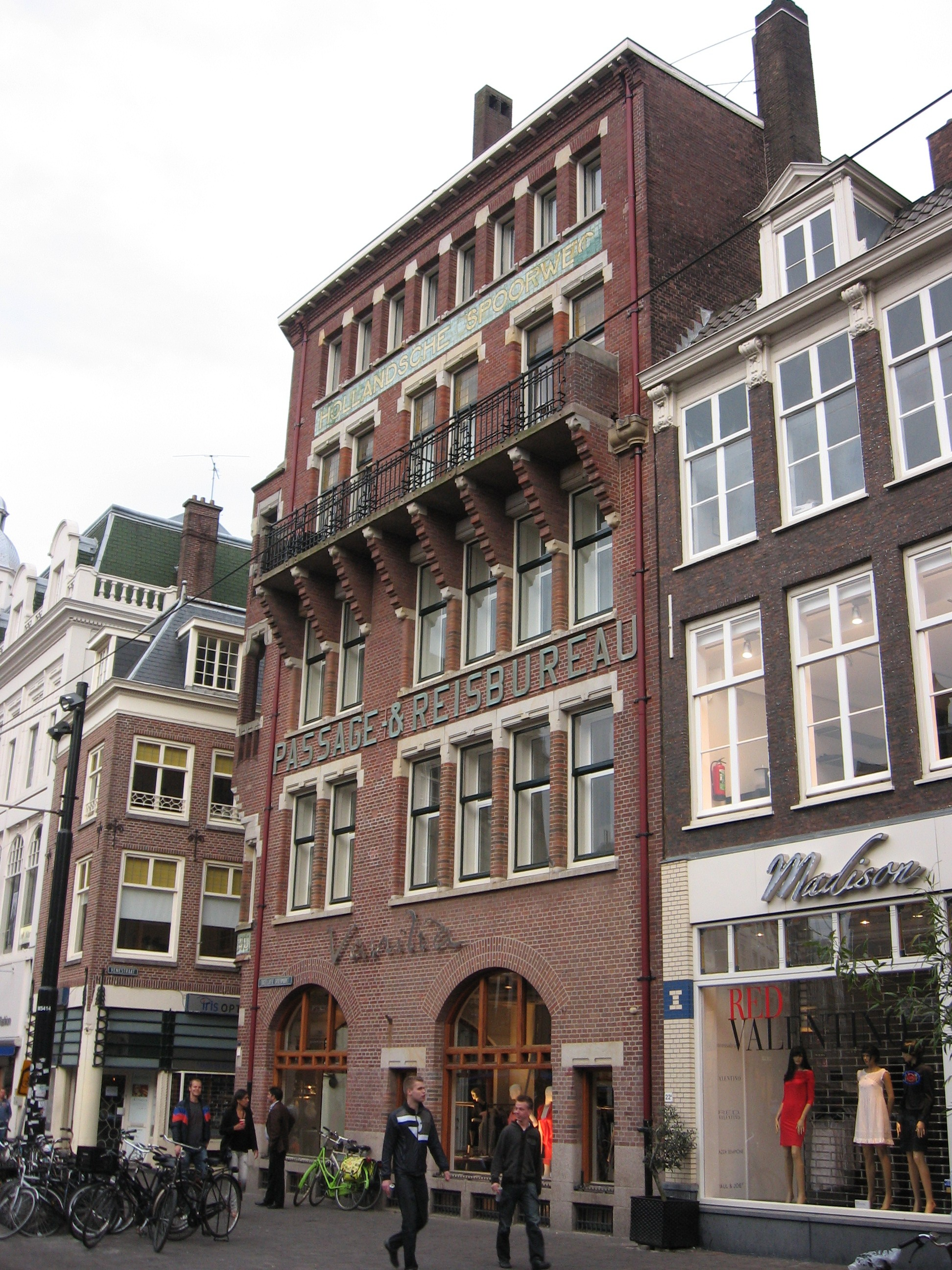
Dagelijkse Groenmarkt, Den Haag (L.C. Westerhoff en J.G. Wattjes, 1910)

- Kantoor was van de Hollandsche IJzeren Spoorwegmaatschappij, Dagelijkse Groenmarkt 22, Den Haag, 1910
- Stationsgebouw Aalsmeer, 1912
- Arbeiderswoningen Brummen, 1919
- Graansilo Dikkers, Dorpsstraat 20, Holten, 1937
- Twee dubbele woningen en een enkele woning, Professor Lorentzstraat, Hengelo (O)

## Lijst van publicaties (selectie)
- J.G. Wattjes, F.A. Warners, Amsterdamse bouwkunst en stadsschoon (1943)
- J.G. Wattjes, Constructie en architectuur van winkelpuien (1926)
- J.G. Wattjes, Moderne architectuur in Noorwegen, Zweden, Finland, Denemarken, Duitschland, Tsjechoslowakije, Oostenrijk, Zwitserland, Frankrijk, België, Engeland en Ver. Staten v. Amerika. Uitgevers-maatschappij "Kosmos" (1927)
- J.G. Watjes, Het koelhuis in Zutphen (1920)
- J.G. Wattjes, Moderne Kerken in Europa en Amerika (1931)